# Comitatul Carter, Montana
Comitatul Carter , conform originalului din engleză, Carter County, este unul din cele 56 comitate ale statului american  Montana. Conform 2000, populația comitatului era de 1.360 de locuitori. Sediul comitatului este localitatea Ekalaka. GR6

## Geografie
Conform datele înregistrate de către United States Census Bureau, comitatul are o suprafață totală de 8.672 km² (sau de 3,348 mile pătrate), dintre care 8.649 km² (sau 3,340 mi²) este uscat, iar restul de 23 km² (sau 8 mi²) este apă (0.26%).

### Drumuri importante
- U.S. Highway 212
- Montana Highway 7
- Montana Highway 112

### Comitate alăturate
- Comitatul Powder River, Montana - vest
- Comitatul Custer, Montana - nord-vest
- Comitatul Fallon, Montana - nord
- Comitatul Harding, [Dakota de Sud]] - est
- Comitatul Butte County, [Dakota de Sud]] - sud-est
- Comitatul Crook, Wyoming - sud

-->

### Zoneprotejate naţional
- Custer National Forest (parțial)

## Demografie
|  | Graficele sunt indisponibile din cauza unor probleme tehnice. Mai multe informații se găsesc la Phabricator și la wiki-ul MediaWiki. |

Date: Wikidata - grafică realizată de Wikipedia